# Хайош, Арпад
Арпад Хайош (венг. Hajós Árpád; 15 марта 1902, Будапешт — 23 января 1971, Масса) — венгерский футболист, полузащитник. После завершения игровой карьеры работал тренером.

## Карьера
Арпад Хайош начал карьеру в клубе «Тёреквеш», в котором дебютировал 7 декабря 1919 года в матче с «Ференцварошом» (1:2). С сезона 1920/1921 он стал игроком стартового состава команды, за которую провёл, в общей сложности, 51 матч и забил 1 гол. В 1923 году он, вместе с партнёрами по команде Ференцем Хирзером и Арпадом Вайсом, уехал в клуб «Маккаби» из города Брно. Команда принадлежала еврейской общине города и играла в турнире для еврейских команд Чехословакии. Хотя и комплектовалась, частично, из неевреев. Летом 1925 года Хайош перешёл в итальянскую «Реджану». Там он составил пару в центре поля с Джаннетто Бедзекки. В клубе футболист провёл один сезон, сыграв в 18 матчах. По итогам сезона команда вылетела из высшего итальянского дивизиона. И несколько лидеров клуба, не желавших выступать во второй лиге, перешли в другие команды. В частности, Антон Повольны стал игроком «Интера», Феличе Романо — «Дженоа», а Хайош перешёл в «Милан». Он дебютировал в составе клуба 3 октября 1926 года в матче с «Сампьердаренезе» (1:2) и в том же матче забил первый гол. Всего за клуб он провёл 27 матчей (26 в чемпионате страны) и забил 3 гола. Затем он возвратился в Венгрию, где играл за клубы «Аттила», в котором он воссоединился с Повольны, и «Сабария». После этого Хайош вновь уехал в Италию, где более 20 лет занимался тренерской работой

## Статистика

### Клубная
| Сезон     | Клуб           | Лига           | Чемпионат | Чемпионат |
| Сезон     | Клуб           | Лига           | Игры      | Голы      |
| --------- | -------------- | -------------- | --------- | --------- |
| 1919/1920 | Тёреквеш       | Дивизион 1     | 1         | 0         |
| 1920/1921 | Тёреквеш       | Дивизион 1     | 13        | 0         |
| 1921/1922 | Тёреквеш       | Дивизион 1     | 18        | 0         |
| 1922/1923 | Тёреквеш       | Дивизион 1     | 18        | 1         |
| 1923/1924 | Тёреквеш       | Дивизион 1     | 1         | 0         |
| 1923/1924 | Маккаби (Брно) | ?              | ?         | ?         |
| 1925/1926 | Реджана        | Прима Дивизион | 18        | 0         |
| 1926/1927 | Милан          | Прима Дивизион | 26        | 3         |
| 1927/1928 | Аттила         | Дивизион 1     | 17        | 3         |
| 1928/1929 | Аттила         | Дивизион 1     | 16        | 1         |

### Международная
| Матчи Арпада Хайоша за сборную Венгрии | Матчи Арпада Хайоша за сборную Венгрии | Матчи Арпада Хайоша за сборную Венгрии | Матчи Арпада Хайоша за сборную Венгрии | Матчи Арпада Хайоша за сборную Венгрии | Матчи Арпада Хайоша за сборную Венгрии | Матчи Арпада Хайоша за сборную Венгрии |
| -------------------------------------- | -------------------------------------- | -------------------------------------- | -------------------------------------- | -------------------------------------- | -------------------------------------- | -------------------------------------- |
| №                                      | Дата                                   | Место проведения                       | Оппонент                               | Счёт                                   | Голы                                   | Турнир                                 |
| 1                                      | 11 марта 1923                          | Лозанна                                | Швейцария                              | 6:1                                    | —                                      | Кубок Центральной Европы               |
| 2                                      | 6 мая 1923                             | Вена                                   | Австрия                                | 0:1                                    | —                                      | Товарищеский матч                      |